# Nerastria antonita
Nerastria antonita är en fjärilsart som beskrevs av Dyar 1911. Nerastria antonita ingår i släktet Nerastria och familjen nattflyn. Inga underarter finns listade i Catalogue of Life.